# Danilo Ferrari
Danilo Ferrari (* 30. September 1940 in Chioggia; † 19. Januar 2007 in Mongrando) war ein italienischer Radrennfahrer.

## Sportliche Laufbahn
Als Amateur startete er für den Verein V.C. Settimese. 1962 gewann er die Eintagesrennen Coppa Città di Cuorgnè, Giro dei Tre Laghi und Trofeo Camurati. Im Rennen der UCI-Straßen-Weltmeisterschaften der Amateure 1962 wurde er als 39. klassiert.
1963 wurde er Berufsfahrer im Radsportteam I.B.A.C. und blieb bis 1967 aktiv. Bei den Profis gewann er 1964 eine Etappe des Giro di Sardegna und war 1965 im Gran Premio Cemab erfolgreich.
Er bestritt alle Grand Tours. Im Giro d’Italia startete er dreimal, 1963 wurde er 33., 1965 31. des Gesamtklassements, 1964 schied er aus. In der Tour de France 1963 schied er aus. In der Vuelta a España 1966 wurde er 39. in der Gesamtwertung. In der Nordwestschweizer Rundfahrt wurde er 1966 Zweiter hinter Horst Oldenburg.